# Santa Maria la Carità
Santa Maria la Carità là một đô thị ở tỉnh Napoli ở vùng Campania, cách khoảng 25 km về phía đông nam của Napoli. Tại thời điểm 31 tháng 12 năm 2006, đô thị này có dân số 11.302 người và diện tích là 3,9 km².
Santa Maria la Carità giáp các đô thị: Castellammare di Stabia, Gragnano, Pompei, Sant'Antonio Abate, Scafati.